# بهرام عالیوندی
بهرام عالیوندی، (۱۹۲۸ - ۲۱ می ۲۰۱۲) ایرانی الاصل، نقاش هنرمند سبک «مدرن» چند سال بعد از انقلاب اسلامی سال ۱۳۵۷، بخاطر سرکوب و فقدان آزادی بیان و هنر، ایران را ترک نمود و به اتریش پناهنده شد. او ادامه ی زندگی خود را در شهر وین اتریش سپری کرد و همان‌جا در یکم خرداد ماه سال ۱۳۹۱ فوت و خاکسپاری شد. کارهای هنری عالیوندی بیشتر روی ادبیات و افسانه‌های ادبیات فارسی و ایرانی و شرقی تکیه داشت. علاوه بر نقاشی، کارهای هنری روی پرده‌های نقش‌دار و کانواس نیز هنر عالیوندی را از بقیه متمایز می‌نمود.

## زندگی‌نامه
بهرام عالیوندی در استان فارس در جنوب ایران در سال ۱۳۳۸ متولد شد. او آموزش‌های هنری خود را در تهران و در ابتدا در مدرسه هنرهای زیبای تهران که به سبک مدرسه فرانسوی بوزآر شکل گرفته بود، آغاز کرد و با رتبه عالی از آن مدرسه فارغ‌التحصیل شد. او سپس موفق به گرفتن مدرک دیگری از کالج هنرهای دکور از یکی از کالج‌های تهران شد.
او در سال ۱۳۳۸ توسط وزیر آموزش وقت به درجه تدریس در کارگاه‌های آموزشی مؤسسه هنرهای ملی و کمال الملک برگزیده شد و به مدت ۲۰ سال آن را ادامه داد. در طول این مدت، او به انجام و تمرین دامنه وسیعی از هنرهای پارسی از قبیل مینیاتور و سرامیک سازی روی آورد. در طول این مدت، عالیوندی یکی از پیشکسوتان هنرهای مدرن بود اما او ایران را چند سال پس از انقلاب اسلامی در سال ۱۳۵۷ ترک نمود تا از سرکوب و سانسور در امان بماند.
عالیوندی در سال ۱۳۷۳ به شورای ملی مقاومت ایران پیوست و تا زمان درگذشت در سال ۱۳۹۱ عضو این شورا بود. او در بین سالهای ۱۳۶۲ تا ۱۳۹۱ در وین زندگی و کار می‌کرد.
عالیوندی به نسلی از ایرانیان هنرمند تعلق دارد که چهره‌های شناخته شده و مهمی چون مسعود عربشاهی، ناصر اویسی، و پرویز تناولی جز آنها بشمار می‌آیند. در میان آنها عالیوندی چهره شناخته شده و معروفی می‌باشد.

## سبک هنری
کارهای الوندی بسیار غنی در زمینه‌های سمبولیسم و سمبل‌های شرقی می‌باشد، مانند ماهی، فلس ماهی و اسب که از سمبل‌های مینیاتور پارسی می‌باشند.
نقاشی‌های عالیوندی از فرهنگ پارسی تأثیر و الهام گرفته و به تصویر کشنده داستانها و افسانه‌های اسطوره ایی و شعرهای شعرای معروفی چون فردوسی و عطار نیشابوری هستند. کارهای برجسته او شامل یک سری نقاشی در مقیاس بزرگ که در دهه ۱۳۶۰ تولید شده‌اند می‌باشند. این شامل تصویر میترا، عیسی مسیح و فردوسی می‌باشد. برخی از کارهای او از زمان جنگ و سرکوب از کشور اصلی اش ایران الهام می‌گیرند و درد و رنج مردم خود را به تصویر می‌کشد.
از لحاظ تکنیکی، کارهای او در برخی اوقات بسیار سنتی و برخی اوقات بسیار خلاقانه و اصیل می‌باشند. نقاشی‌های اولیه عالیوندی شامل آنهایی که در دهه ۱۳۶۰ بودند معمولاً از رنگ و روغن سنتی روی کانواس می‌باشد که یادآور شیشه‌های رنگی و طرحهای کلیساهای قرون وسطی می‌باشد که کامل انشان دهنده خلاقیت‌های شخصی او می‌باشند. در طی سال‌های دهه ۱۳۷۰ عالیوندی کارهای رنگ و روغنی را ادامه داد اما کنواس سنتی کنار گذاشته شد و او کارهای خود را مستقیماً به روی کاغذ متقل نمود، روشی که توسط کیوبیستها در سده ۱۹۰۰ بنیان‌گذاری شده بود.
کارهای عالیوندی نشان دهنده قدرت خلاقانه ترکیب هنری ، و قدرت دیداری اوست. بر اساس یک نظر، قدرت ماهرانه ترکیب رنگها به او لقب «جادوگر رنگها» را می‌دهد. اگر چه نقاشی‌های عالیوندی معمولاً در مقیاس‌های بزرگ می‌باشند، اما همواره بیان کننده قدرت بالای هنر او با جزییات بسیار دقیق می‌باشد.

## نمایشگاه‌ها
کارهای عالیوندی همواره در اروپا و آسیا به نمایش در آماده‌است و همواره از بالاترین تحسینها بر خوردار بوده‌است.

### نمایشگاه فردی
کارهای عالیوندی در مقر اصلی سازمان ملل در وین به نمایش درآمده‌است. «هنر در تبعید»، نمایشگاه فردی او در وین در جون ۲۰۰۷ میلادی شامل ۷۳ کار آبرنگ، رنگ روغن روی کانواس و کاغذ می‌باشد.

### نمایشگاه جمعی
- در سال ۲۰۰۸ میلادی در وین، نمایشگاه عالی که توسط یونسکو بنیان‌گذاری شده شاهد کارهای عالیوندی بود از جمله تابلو فردوسی که یکی از مهمترین کارهای عالیوندی است و شاهنامه را به تصویر کشانده‌است. شاهنامه از مهمترین مجموعه شعرهایی است که توسط شاعر بزرگ فردوسی در حدود سال ۱۰۰۰ میلادی سروده شده‌است و یکی از اسطوره‌های ملی دنیای زبان فارسی می‌باشد.
- در دسامبر ۲۰۰۷ میلادی در پاریس، عالیوندی همراه با دو هنرمند فرانسوی در گالری انت پرسنت نمایشگاهی برگزارکردند. محل نمایشگاه یکی از معروفترین گالری‌های پاریس در هنر مدرن می‌باشد. بدنبال این نمایشگاه یک فرانسوی مقاله‌ای با عنوان «یک نقاش بزرگ در تبعید» نوشت که «کارهای عالیوندی ترکیب آموزش‌های اروپا همراه با تجربه شصت ساله هنری می‌باشد که از دانش عمیق از هنر ایرانی و معنوی سر چشمه گرفته‌است و منجر به خلق اثار جدیدی شده‌است که منحصربه‌فرد خود اوست. نقاشی‌های عالیوندی بیان کننده و نماینده یک بهشت نقطه‌ ها می‌باشد.»